# Pengshui

Lage des Kreises Pengshui im Gebiet Chongqings

Der Autonome Kreis Pengshui der Miao und Tujia (chinesisch 彭水苗族土家族自治县, Pinyin Péngshuǐ Miáozú Tǔjiāzú zìzhìxiàn) ist ein autonomer Kreis der Miao (Hmong) und Tujia der regierungsunmittelbaren Stadt Chongqing in der Volksrepublik China. Er hat eine Fläche von 3.903 km². Bei Volkszählungen in den Jahren 2000 und 2010 wurden in Pengshui 590.228 bzw. 545.094 Einwohner gezählt.